# Butylhydroxyanisol
Butylhydroxyanisol (BHA, E 320) ist ein Gemisch von zwei strukturisomeren organischen chemischen Verbindungen aus der Gruppe der Phenolether.

## Verwendung
Die Mischung wird als synthetisch hergestelltes Antioxidationsmittel eingesetzt. Butylhydroxyanisol gehört zu den in der EU zugelassenen Lebensmittelzusatzstoffen und darf bis zu einer zulässigen Höchstmenge in verschiedenen Lebensmittelkategorien eingesetzt werden. Als Lebensmittelzusatzstoff verhindert es das Ranzigwerden von z. B. Nüssen und ähnlichen Knabberartikeln, Süßigkeiten, Kuchenmischungen, Trockensuppen oder Milchpulver. Es wird jedoch auch zur Herstellung von Arzneimitteln und Kosmetika eingesetzt.

## Analytik
Zur Isolierung der Substanz aus Ölen und fetthaltigen Untersuchungsmaterialien kann die lipophile Gelchromatographie an Sephadex LH 20 eingesetzt werden. Die qualitative und quantitative Bestimmung kann durch Gaschromatographie erfolgen. Auch die Kopplung von Gaschromatographie bzw. HPLC mit der Massenspektrometrie kann zur sicheren Bestimmung eingesetzt werden.

## Sicherheitshinweise
Die Einnahme sehr großer Mengen führte zu Magen- und Leberkrebs bei Mäusen. Wegen der Auslösung von Allergien und organischer Veränderungen im Tierversuch bestehen gesundheitliche Bedenken.
Butylhydroxyanisol wurde 2015 von der EU gemäß der Verordnung (EG) Nr. 1907/2006 (REACH) im Rahmen der Stoffbewertung in den fortlaufenden Aktionsplan der Gemeinschaft (CoRAP) aufgenommen. Hierbei werden die Auswirkungen des Stoffs auf die menschliche Gesundheit bzw. die Umwelt neu bewertet und ggf. Folgemaßnahmen eingeleitet. Ursächlich für die Aufnahme von Butylhydroxyanisol waren die Besorgnisse bezüglich Verbraucherverwendung, Exposition empfindlicher Bevölkerungsgruppen und weit verbreiteter Verwendung sowie der möglichen Gefahr durch reproduktionstoxische Eigenschaften und als potentieller endokriner Disruptor. Die Neubewertung wurde ausgesetzt.